# Regering-Mauroy III
De regering–Mauroy III (Frans: Gouvernement Pierre Mauroy III) was de regering van de Franse Republiek van 23 maart 1983 tot 17 juli 1984.
| Ambtsbekleder                         | Ambtsbekleder    | Ambtsbekleder                | Functie(s)                             | Ambtstermijn   | Ambtstermijn      | Partij(en) |
| ------------------------------------- | ---------------- | ---------------------------- | -------------------------------------- | -------------- | ----------------- | ---------- |
|                                       | Pierre Mauroy    | Pierre Mauroy (1928–2013)    | Premier                                | 21 mei 1981    | 17 juli 1984      | PS         |
|                                       | Gaston Defferre  | Gaston Defferre (1910–1986)  | Minister van Staat                     | 21 mei 1981    | 20 maart 1986     | PS         |
| Minister van Binnenlandse Zaken       | Gaston Defferre  | Gaston Defferre (1910–1986)  | 17 juli 1984                           | 21 mei 1981    |                   | PS         |
|                                       | Claude Cheysson  | Claude Cheysson (1920–2012)  | Minister van Buitenlandse Zaken        | 21 mei 1981    | 8 december 1984   | PS         |
|                                       | Jacques Delors   | Jacques Delors (1925–2023)   | Minister van Financiën                 | 21 mei 1981    | 17 juli 1984      | PS         |
| Minister van Economische Zaken        | Jacques Delors   | Jacques Delors (1925–2023)   |                                        | 21 mei 1981    | 17 juli 1984      | PS         |
|                                       | Charles Hernu    | Charles Hernu (1923–1990)    | Minister van Defensie                  | 21 mei 1981    | 20 september 1985 | PS         |
|                                       | Robert Badinter  | Robert Badinter (1928)       | Minister van Justitie                  | 22 juni 1981   | 19 februari 1986  | PS         |
| Zegelbewaarder                        | Robert Badinter  | Robert Badinter (1928)       |                                        | 22 juni 1981   | 19 februari 1986  | PS         |
|                                       | Édith Cresson    | Édith Cresson (1934)         | Minister van Buitenlandse Handel       | 23 maart 1983  | 20 maart 1986     | PS         |
| Minister voor Toerisme                | Édith Cresson    | Édith Cresson (1934)         | 17 juli 1984                           | 23 maart 1983  |                   | PS         |
|                                       | Pierre Bérégovoy | Pierre Bérégovoy (1925–1993) | Minister van Arbeid en Werkgelegenheid | 29 juni 1982   | 17 juli 1984      | PS         |
| Minister van Sociale Zaken            | Pierre Bérégovoy | Pierre Bérégovoy (1925–1993) |                                        | 29 juni 1982   | 17 juli 1984      | PS         |
|                                       |                  | Alain Savary (1918–1988)     | Minister van Onderwijs                 | 21 mei 1981    | 17 juli 1984      | PS         |
|                                       | Charles Fiterman | Charles Fiterman (1933)      | Minister van Transport                 | 22 juni 1981   | 17 juli 1984      | PCP        |
|                                       |                  | Roger Quilliot (1925–1998)   | Minister van Huisvesting               | 21 mei 1981    | 3 oktober 1983    | PS         |
| Minister voor Stedelijke Ontwikkeling | 22 juni 1981     | Roger Quilliot (1925–1998)   |                                        |                | 3 oktober 1983    | PS         |
|                                       | Paul Quilès      | Paul Quilès (1942–2021)      | Minister van Huisvesting               | 3 oktober 1983 | 20 september 1985 | PS         |
| Minister voor Stedelijke Ontwikkeling | Paul Quilès      | Paul Quilès (1942–2021)      |                                        | 3 oktober 1983 | 20 september 1985 | PS         |
|                                       | Michel Rocard    | Michel Rocard (1930–2016)    | Minister van Landbouw en Visserij      | 23 maart 1983  | 5 april 1985      | PS         |
|                                       | Laurent Fabius   | Laurent Fabius (1946)        | Minister van Onderzoek en Technologie  | 23 maart 1983  | 17 juli 1984      | PS         |
| Minister voor Industriële Zaken       | Laurent Fabius   | Laurent Fabius (1946)        |                                        | 23 maart 1983  | 17 juli 1984      | PS         |
|                                       |                  | Michel Crépeau (1930–1999)   | Minister voor Midden- en Kleinbedrijf  | 23 maart 1983  | 19 februari 1986  | PRG        |
|                                       |                  | Marcel Rigout (1928–2014)    | Minister voor Beroepsopleiding         | 22 juni 1981   | 17 juli 1984      | PCP        |